# Liste der Stolpersteine in Werder (Havel)

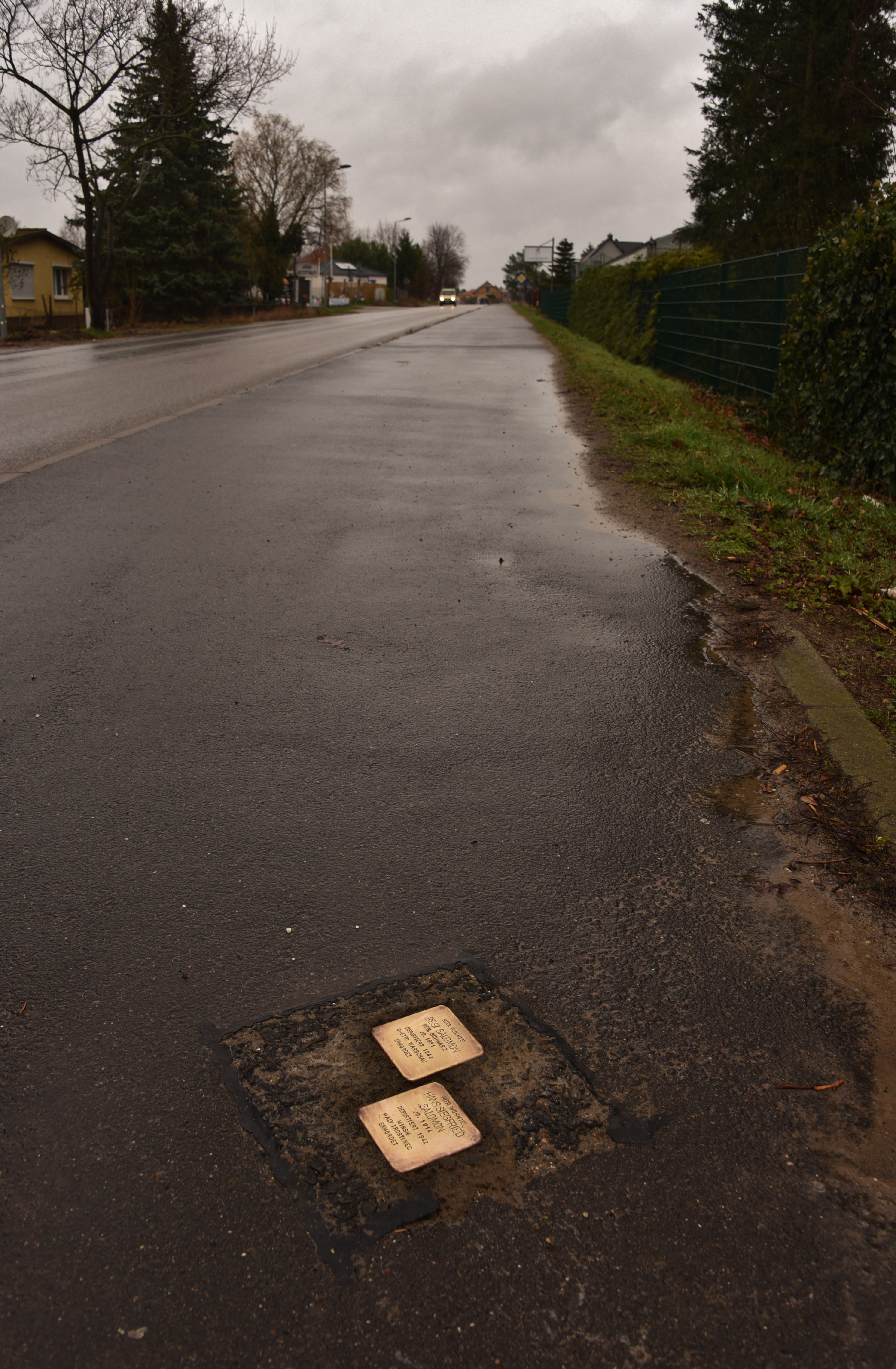
Stolpersteine in Werder (Havel)

Die Liste der Stolpersteine in Werder (Havel) umfasst jene Stolpersteine, die vom Kölner Künstler Gunter Demnig in der brandenburgischen Stadt Werder (Havel) verlegt wurden. Stolpersteine erinnern an das Schicksal der Menschen, die von den Nationalsozialisten ermordet, deportiert, vertrieben oder in den Suizid getrieben wurden. Die Stolpersteine wurden vom Kölner Künstler Gunter Demnig konzipiert und werden in der Regel von ihm vor dem letzten selbstgewählten Wohnsitz des Opfers verlegt.
Die ersten und bislang einzigen Verlegungen in Werder (Havel) erfolgten am 15. Oktober 2014.

## Verlegte Stolpersteine
In Werder (Havel) wurden bis Ende 2020 insgesamt acht Stolpersteine an vier Adressen verlegt.
| Stolperstein | Inschrift | Verlegeort                   | Name, Leben |
| ------------ | --- | ---------------------------- | --- |
|              | HIER WOHNTE HELENE GUTTSMANN GEB. KAMERASE JG. 1887 DEPORTIERT 1942 PIASKI ERMORDET                                                 | Schwalbenbergweg 27          | Helene Guttsmann geb. Kamerase wurde am 5. August 1887 im schlesischen Strehlen geboren. 1919 heiratete sie den Berliner Elektrotechniker Walter Johann Guttsmann. Das Paar hatte zwei Kinder, Wilhelm Leo, geb. am 23. August 1920 in Berlin, und Hannah, geb. am 3. September 1923 in Berlin. Ab 1927 war die Familie auch in Werder ansässig. Die Kinder konnten beide noch im Jahr 1939 emigrieren, der Sohn nach England und die Tochter nach Palästina. Das Ehepaar Gutmann wurde am 28. März 1942 in das Getto von Piaski im Distrikt Lublin verschleppt. Helene Guttsmann und ihr Mann wurden beide im Zuge der Shoah ermordet, entweder im Ghetto Piaski oder sie wurden im März/April 1943 bei der Auflösung des Ghettos erschossen. |
|              | HIER WOHNTE WALTER JOHANN GUTTSMANN JG. 1880 UNFREIWILLIG VERZOGEN 1939 BERLIN DEPORTIERT 1942 PIASKI ERMORDET                      | Schwalbenbergweg 27          | Walter Johann Guttsmann wurde am 8. Mai 1880 in Berlin geboren. Er studierte von 1898 bis 1903 an der Technischen Hochschule Berlin Elektrotechnik und machte 1904 sein Diplomexamen. Er war dann als Ingenieur für die AEG tätig, unterbrochen vom Ersten Weltkrieg, wo er als Soldat kämpfte. Er heiratete 1919 Helene Kamerase, die aus Schlesien stammte. Das Paar hatte zwei Kinder, Wilhelm Leo, geb. am 23. August 1920 in Berlin, und Hannah, geb. am 3. September 1923 in Berlin. Ab 1927 war die Familie auch in Werder ansässig. Im Jahr 1932 hat AEG eine Erfindung von Guttsmann als Patent angemeldet. Am 30. Juni 1933 wurde er in den Ruhestand entlassen, weil er Jude war, bekam aber ein „Ruhegehalt“ von der AEG. Kurze Zeit später, 1934, ließ sich die Familie hauptwohnsitzlich in Werder nieder, Walter Guttsmann betrieb von hier seine Firma für »Technische Beratung«. Während der Reichspogromnacht wurde das Haus der Guttsmanns fast vollständig verwüstet, die Familie verkaufte ihr Haus und zog zurück nach Berlin. Dort wohnten sie zuerst bei einer Verwandten, zuletzt aber in einer „Judenwohnung“. Während dieser Zeit war Johann Guttsmann ehrenamtlich für das „Palästinaamt“ und die „Reichsvereinigung der Juden“ tätig. Die Emigrationsbemühungen des Ehepaares scheiterten, obwohl bereits fortgeschritten, am Ausbruch des Zweiten Weltkriegs. Sie wurden am 28. März 1942 mit dem 11. Osttransport in das Getto von Piaski im Distrikt Lublin verschleppt. Dokumente belegen, dass Johann Guttsmann im Mai 1942 noch Mitglied des Judenrates im Ghetto Piaski war. Entweder ist das Paar dort im Ghetto ums Leben gekommen oder sie sind im März/April 1943 bei der Auflösung des Ghettos erschossen worden. Sein Sohn Wilhelm wurde während der Reichspogromnacht verhaftet und ins KZ Buchenwald deportiert. Er kam wieder frei und emigrierte 1939 nach England. Dort wurde er als „feindlicher Ausländer“ interniert und nach Australien deportiert. Im Jahr 1942 kehrte er nach England zurück. Ab 1946 studierte er an der London School of Economics. Wilhelm Guttsmann war dann als Bibliothekar tätig und von 1961-185 Chief Librarian der Universitätsbibliothek von Norwich. Er verfasste mehrere Standardwerke, darunter The British Political Elite (1963), The German Social Democratic Party 1875–1933 (1981) und Art for the Workers (1997). William Leo Guttsman starb am 13. Februar 1998 in Norwich. Hannah Guttsmann kam mit der Jugend-Aija nach Palästina und überlebte ebenfalls. Sie heiratete und lebt als Hannah Shalem in Israel. |
|              | HIER WOHNTE KÄTE JACOB JG. 1909 UNFREIWILLIG VERZOGEN 1938 BERLIN ZWANGSARBEIT 1941 DEPORTIERT 1943 AUSCHWITZ ERMORDET              | Torstraße 3                  | Käte Jacob |
|              | HIER WOHNTE KURT JACOB JG. 1912 DEPORTIERT 1943 AUSCHWITZ ERMORDET                                                                  | Torstraße 3                  | Käte Jacob |
|              | HIER WOHNTE HANS-PETER OLSCHOWSKI JG. 1923 UNFREIWILLIG VERZOGEN 1938 BERLIN DEPORTIERT 1943 AUSCHWITZ 1945 MITTELBAU-DORA ERMORDET | Brandenburger Straße 20      | Hans-Peter Olschowski |
|              | HIER WOHNTE RUTH OLSCHOWSKI GEB. HOLZHEIM JG. 1904 UNFREIWILLIG VERZOGEN 1938 BERLIN DEPORTIERT 1944 ERMORDET IN AUSCHWITZ          | Brandenburger Straße 20      | Ruth Olschowski geb. Holzheim |
|              | HIER WOHNTE HANS SIEGFRIED SALOMON JG. 1914 DEPORTIERT 1942 MINSK MALY TROSTINEC ERMORDET                                           | Glindow Klaistower Straße 68 | Hans Siegfried Salomon |
|              | HIER WOHNTE RESI SALOMON GEB. SCHWARZ JG. 1891 DEPORTIERT 1942 GHETTO WARSCHAU ERMORDET                                             | Glindow Klaistower Straße 68 | Resi Salomon geb. Schwarz |

## Verlegungen
- 15. Oktober 2014

Am Tag davor hielt Gunter Demnig in der Stadt einen Vortrag über Stolpersteine. Die Verlegung der ersten acht Stolpersteine in Werder und Glindow erfolgte nach sieben Jahren intensiver Vorbereitungsarbeit.